# Juan Manuel, señor de Belmonte
Conviene no confundir con varios de sus ancestros homónimos, entre ellos el destacado literato y político castellano Don Juan Manuel, sobrino de Alfonso X de Castilla (siglos XIII-XIV) y bisabuelo del tatarabuelo del Señor de Belmonte.
Juan Manuel de Villena y de la Vega, habitualmente citado como Juan III de Belmonte (m. 1543). Noble y político castellano de comienzos del siglo XVI, fue el VIII señor de Belmonte por herencia y el I señor de Cevico de la Torre a partir de 1523 por merced de la Corona.

## Biografía
Tras entrar a su servicio en Flandes, alcanzó la máxima confianza de Felipe I de Castilla, el Hermoso, rey consorte de Juana I de Castilla, la Loca, durante el breve gobierno de este en 1506. Acumuló los cargos de contador mayor de Castilla y alcaide de Burgos, Segovia, Plasencia, Jaén y Atienza y otros muchos castillos reales (alcázares), además de caballero español de la borgoñona Orden del Toisón de Oro en el capítulo de 1505, en que fueron admitidos otros nueve grandes señores europeos, entre ellos el rey Fernando de Aragón. Durante ese periodo la aristocracia castellana observaba con animadversión la posición predominante que los amigos flamencos del primer rey Habsburgo alcanzaban en la corte, no viendo la presencia de Juan Manuel como ninguna garantía para la continuidad de su predominio social y político.
La ausencia física de Fernando el Católico no impedía que su figura siguiera gravitando sobre los asuntos castellanos. Tras la muerte de Felipe, la enemistad de Juan Manuel con el Católico provocó su huida a Flandes, donde fue encarcelado. El hijo de su protector, el nuevo rey Carlos I, le liberó y encargó algunas funciones de no poco peso, como una embajada en Roma, de donde volvió en 1523, y un puesto en el Consejo de Estado. No tuvo un peso político suficiente como para poder considerársele un valido, a semejanza de los anteriores (Álvaro de Luna, o Juan Pacheco) o los posteriores (el Duque de Lerma, ya en el siglo XVII); la figura de mayor poder en la época fue (aparte de Fernando el Católico) el Cardenal Cisneros, que ocuparía la regencia.
Su señorío no es el del castillo de Belmonte de tierras manchegas en la actual provincia de Cuenca (perteneciente a los marqueses de Villena, y construido por el citado Juan Pacheco), sino de Belmonte de Campos, comarca de Tierra de Campos, en la actual provincia de Palencia.
La vinculación de su familia con Belmonte de Campos comienza en 1385, cuando el rey de Castilla Juan I se la entregó en calidad de señorío a Enrique Manuel de Villena (Enrique I de Belmonte), que era el tatarabuelo del abuelo de Juan.
Su abuelo, Juan Manuel de Villena y Fonseca (Juan I de Belmonte), fue consejero de Enrique IV. Ostentó el señorío como su VI señor, quien falleció en 1463.
A este le sucedió su hijo, también del mismo nombre (Juan Manuel de Villena y Suárez de Figueroa), que fue el VII señor de Belmonte. Según una fuente este sería el cortesano de Felipe el hermoso, pero la lejanía de la fecha hace preferir otra fuente, según la cual sería el señor de Belmonte.
Según la primera fuente, se casó con doña Catalina de Castilla en 1477, de la que tuvo nueve hijos, entre ellos Pedro, obispo de León entre 1523 y 1534, y luego arzobispo de Santiago. Según la segunda fuente, era hijo de Juan Manuel de Villena y Suárez de Figueroa y de Juana de la Vega, casó con Catalina de Rojas y tuvo cuatro hijos: Lorenzo Manuel, Rodrigo Manuel, Pedro Manuel y Aldonza Manuel de Villena de Rojas (el Manuel, pues, se usaba como apellido, no como parte de un nombre compuesto).

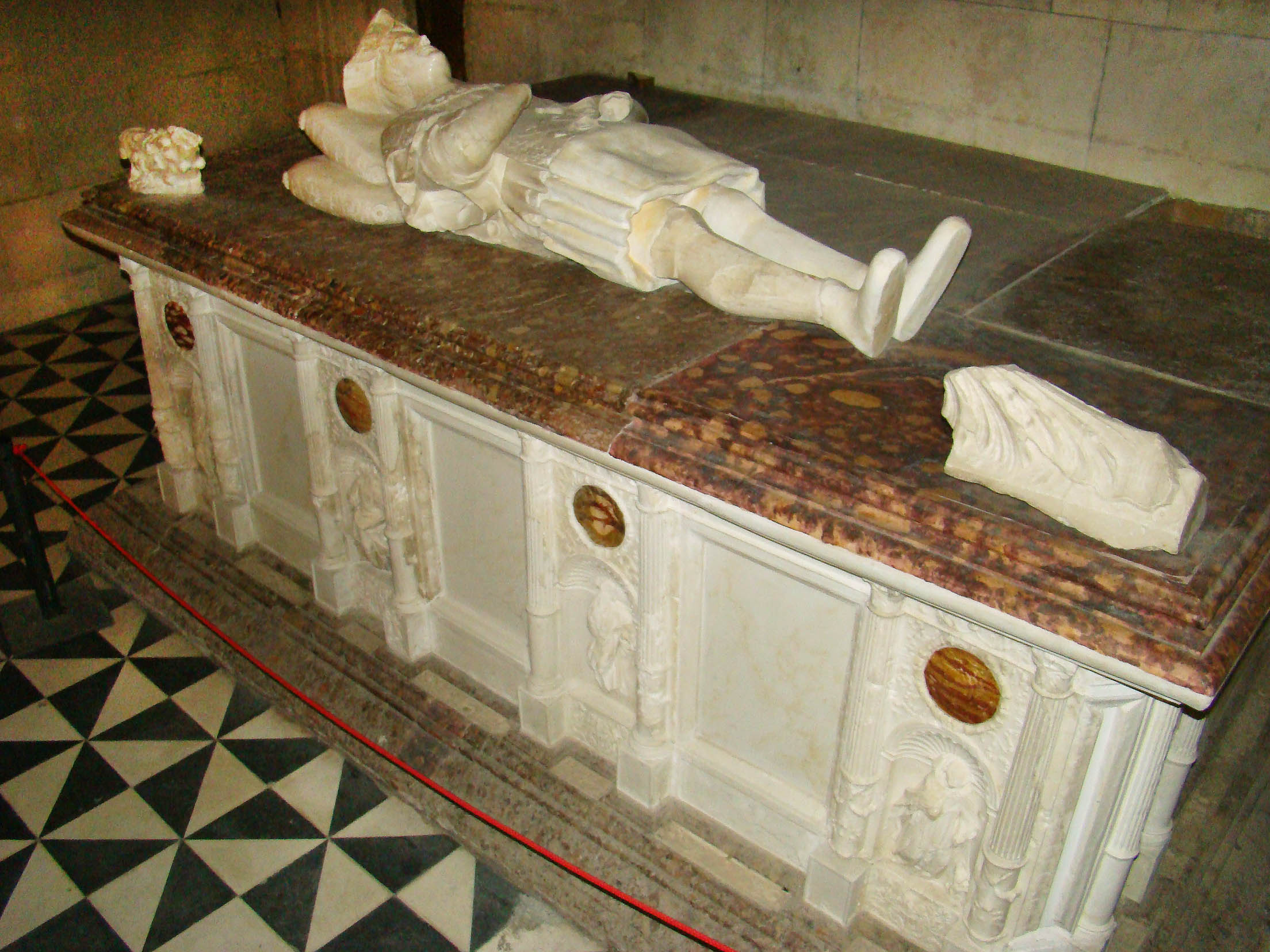
Cenotafio de Don Juan Manuel. Convento de San Pablo de Peñafiel.

Casó con Catalina de Rojas, y en 1536 reformó el ala del Evangelio de la Iglesia-Convento de San Pablo en Peñafiel, provincia de Valladolid, señorío de su antepasado, el escritor Don Juan Manuel, citado anteriormente, hijo del infante Manuel de Castilla el hermano menor más joven del rey Alfonso X el Sabio disponiendo que el arquitecto Juan de Badajoz usara como zona de enterramientos de su familia una de las capillas anexas a esta reforma , incluyendo la de su propia madre Aldonza de la Vega, así como la suya y la de su esposa, Catalina de Rojas. 
Respecto de la heráldica en esta zona de la Iglesia-Convento de San Pablo de Peñafiel, hay numerosos escudos tallados en piedra, más de dieciocho, y aparte del león en uno de ellos, recoge en uno de los cuarterones el ala de águila con la espada erguida desenvainada colateral, también visible en Granada, enfrente de los magníficos escudos de los Reyes Católicos y de su nieto el rey Carlos I de España en uno de los lados de la Catedral, Calle Cárcel Baja, en un suntuoso edificio en piedra finamente tallada, que luego fue Colegio de Niñas Nobles de Granada, restaurado a finales del siglo XIX por el arquitecto granadino Jiménez y hoy sede de la Fundación Universitaria Euro-árabe. 
Este primogénito, Lorenzo Manuel de Villena y Rojas, cuyo nombre coincide por línea paterna con la de un consejero del rey Juan II de Castilla, fue comendador de la Orden de Alcántara y mayordomo mayor del rey Carlos I de España. Cuatro de sus hermanos varones se llamaron respectivamente Juan, Obispo de Sigüenza (1574-1579), Pedro, Lorenzo y Rodrigo Manuel de Villena y Rojas. 
Una hermana, Aldonza de Manuel de Villena y Rojas, nacida cerca de 1475 o quizá después, fue sobre quien recayeron los señoríos de su padre después de haber pasado por manos de sus hermanos Lorenzo y Rodrigo y al no haber habido descendencia de ninguno de ellos. Fue la tercera esposa de Enrique de Acuña y Portugal (f. 1532), IV conde de Valencia de Don Juan (f. 1532), siendo la madre de Luisa de Acuña y de Manuel, V condesa de Valencia de Don Juan, quien casaría el 8 de enero de 1507 con Juan Esteban Manrique de Lara y Cardona, III duque de Nájera.
Su hermana más joven, María de Manuel de Villena y de Rojas, casaría con Baudouin de Borgoña, señor de Falais, (1445-Bruselas, 1508) , uno de los numerosos hijos bastardos de Felipe III de Borgoña, (Dijon, 30 de enero de 1396-Bruges, 15 de junio de 1467). Con él tendría cuatro hijos y dos hijas bien casados en las familias nobles flamencas, amén de numerosos hijos bastardos de su marido con varias mujeres flamencas.

## Filmografía
- Juana la Loca (2001), interpretado por Chema de Miguel.
- Isabel (2014), interpretado por Jacobo Dicenta.
- "La corona partida" (2016), interpretado por Jacobo Dicenta.